# ピュッツァー エルスター
ピュッツァー エルスター
ピュッツァー エルスター B
- 設計者：アルフォンス・ピュッツァー（Alfons Pützer）
- 製造者：ピュッツァー
- 運用者：ドイツ空軍、
- 初飛行：1959年1月10日
- 生産数：45機

ピュッツァー エルスター（Pützer Elster）は、西ドイツ、ボンのアルフォンス・ピュッツァー社（Alfons Pützer KG、後のSportavia）で製造された単発の軽飛行機である。ドイツ空軍とドイツ海軍航空隊で使用され、1機のみがスポーツ航空で使用された。2007年時点で個人所有の数機が飛行を続けている。

## 開発の歴史
「ピュッツァー エルスター」と「マグピ」（"Magpie"）は、モーターグライダーのモトールラーブ（Motorraab）を基に開発され、モトールラーブ自体はグライダーのドッペルラーブ（Doppelraab）から開発された。エルスターは、第二次世界大戦後の西ドイツで相応の数が生産された最初の航空機であった。金属製の支柱で支えられた主翼はドッペルラーブと共通のものであったが、乗員2名が並列に座る合板製モノコック構造の胴体は新たに設計されたものであった。首輪式の降着装置は通常とは異なるハンドグリップで操舵する首輪の操行装置を備えていた。
1967年に生産停止になるまでに45機が製造された。

## 派生型

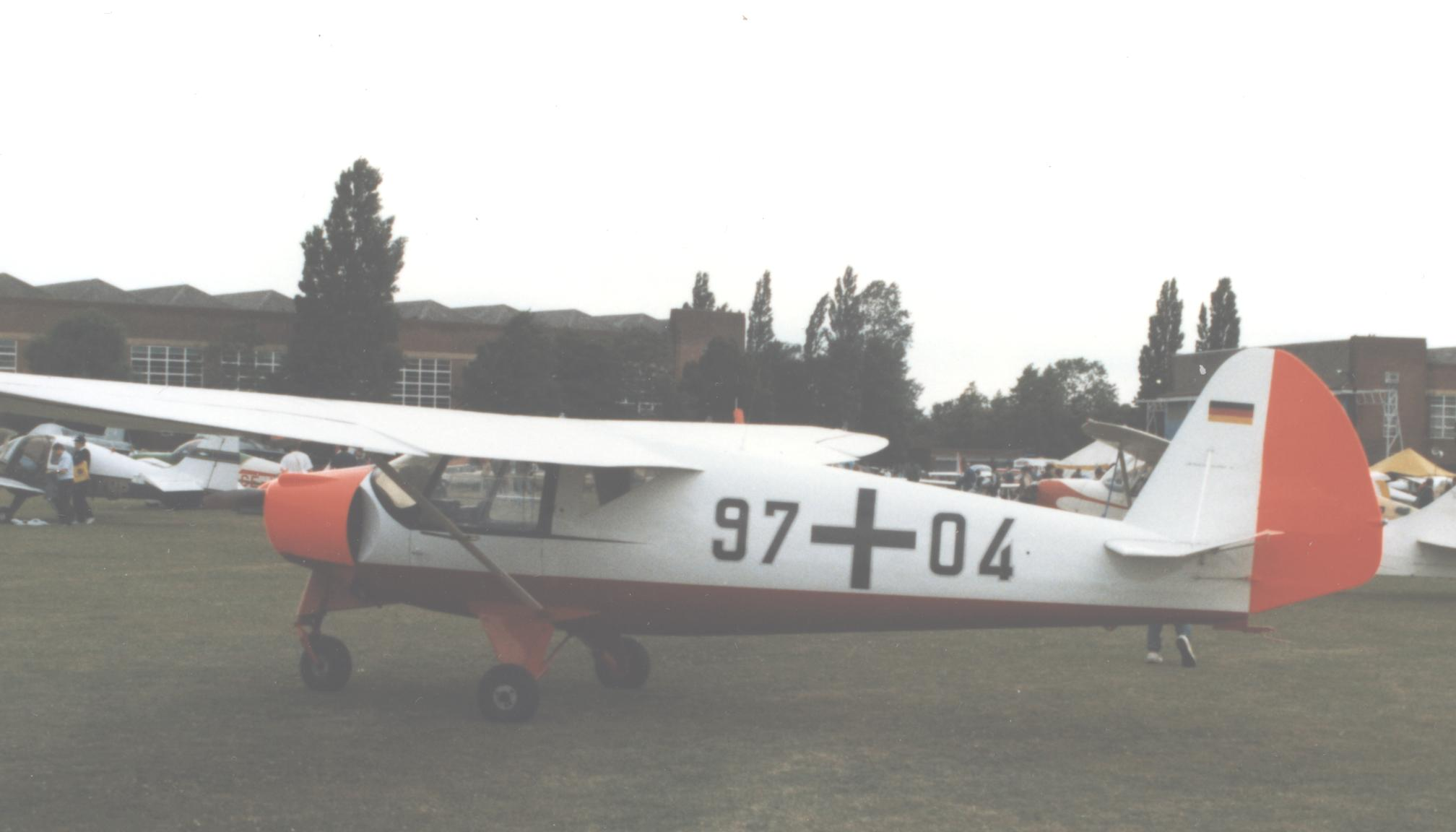
オリジナルのドイツ空軍標識をつけたエルスター B、1989年7月のCranfield PFA Rallyにて

### エルスター
出力52 hpのポルシェ 678/3エンジンを搭載した試作機、1959年1月10日に初飛行。

### エルスター B
出力95 hpのコンチネンタル C-90エンジンを搭載した主量産型、25機がドイツ空軍とドイツ海軍航空隊により運用。これらの機体は当初民間の登録記号をつけて運用されていたが、1971年に軍用の機番に書き換えられた。1978年にピュッツァーとのメンテナンス契約が切れ、機体は民間市場に放出された。

### エルスター C
エルスター Cは、より高出力150 hpのライカミング O-320エンジンを装備し、グライダー曳航用の改造を施された。

## 運用者

### 軍事運用
西ドイツ
- ドイツ空軍
- ドイツ海軍航空隊

## 要目
（ピュッツァー エルスター B）Macdonald Aircraft Handbook, 1964より
- 乗員：1名または2名
- 全長：7.1 m (23 ft 3.5 in)
- 全幅：13.22 m (43 ft 4 in)
- 全高：2.5 m (8 ft 2.5 in)
- 翼面積：
- 空虚重量：470 kg (1,014 lb)
- 最大離陸重量：700 kg (1,543 lb)
- エンジン：コンチネンタル C-90-12F レシプロエンジン、70 kw (95 hp)
- 最大速度：185 km/h (104 mph)
- 巡航速度：140 km/h (86 mph)
- 巡航高度：4,000 m (16,100 ft)
- 航続距離：450 km (270 nm)
- 上昇率 : 3 m/s (720 ft/min)